# Мерашиці
Мерашиці (словац. Merašice) — село в окрузі Глоговец Трнавського краю Словаччини. Площа села 4,94 км². Станом на 31 грудня 2015 року в селі проживало 450 жителів.

## Історія
Перші згадки про село датуються 1390 роком.

## Населення
| Рік:            | 1994. | 2004.   | 2014.    | 2024.   |
| --------------- | ----- | ------- | -------- | ------- |
| Кількість осіб: | 362   | 387     | 445      | 447     |
| Різниця:        |       | +6,90 % | +14,98 % | +0,44 % |

| Рік:            | 2023. | 2024.   |
| --------------- | ----- | ------- |
| Кількість осіб: | 438   | 447     |
| Різниця:        |       | +2,05 % |